# Dorota Bayer
Dorota Bayer (z domu Iwaniuk, ur. 20 stycznia 1980 w Mińsku Mazowieckim) – polska szachistka, mistrzyni międzynarodowa od 2000 roku.

## Kariera szachowa
W 1990 r. zdobyła w Toruniu tytuł mistrzyni Polski w kategorii do 10 lat. W 1994 r. zdobyła w Szeged srebrny medal na mistrzostwach świata juniorek do lat 14. W późniejszych latach wielokrotnie reprezentowała Polskę na mistrzostwach świata i Europy juniorek do lat 16, 18 i 20. W latach 1996–1999 czterokrotnie wystąpiła w finałach mistrzostw Polski seniorek. Najlepszy wynik osiągnęła w 1997 w Cisnej, zajmując V miejsce. W 2000 r. zdobyła w Trzebini brązowy medal mistrzostw Polski juniorek do 20 lat. W następnym roku wystąpiła na mistrzostwach Europy kobiet w Warszawie oraz zwyciężyła w turnieju C międzynarodowego festiwalu Cracovia 2000/01 w Krakowie.
Najwyższy ranking w karierze osiągnęła 1 stycznia 2001 r., z wynikiem 2266 punktów zajmowała wówczas 7. miejsce wśród polskich szachistek. Od 2002 r. nie uczestniczy w turniejach klasyfikowanych przez Międzynarodową Federację Szachową.